# Шарипов, Рамазан Шарипович
Рамазан Шарипович Шарипов (1892, Бахарево, Оренбургская губерния — 27 ноября 1937) — советский военный, участник Первой мировой,  Гражданской и Советско-польской войны, майор.

## Биография
Рамазан Шарипов родился в 1892 году в татарской деревне Бахарево (Кубакай) Карасевской волости Челябинского уезда Оренбургской губернии, ныне деревня входит в Сафакулевский муниципальный округ Курганской области. Башкир.
Получил начальное образование.
В составе Русской императорской армии участвовал в Первой мировой войне.
С октября 1918 года по февраль 1919 года участвовал в Гражданской войне в составе Башкирской армии, затем башкирских частей Рабоче-крестьянской Красной Армии. Командовал ротой Башкирской отдельной кавалерийской бригады.
В 1920-1921 годах участвовал в Советско-польской войне. Командир 1-го Башкирского кавалерийского полка Башкирской отдельной кавалерийской бригады.
В 1930 году был военным комиссаром Стерлитамакского района Башкирской АССР.
Член ВКП(б).
2 августа 1937 года заместитель начальника политуправления Уральского военного округа дивизионный комиссар Каменев Константин Михайлович направил в отдел командно-начальствующего состава УрВО список командиров в званиях от лейтенанта до майора, которых, по его мнению, следовало бы немедленно уволить из армии по подозрению в шпионаже. В этом списке был и Шарипов Р.Ш. С 14 августа 1937 года по 22 декабря 1938 года Каменев К.М. был начальником Политуправления УрВО.
Военный комиссар майор Рамазан Шарипович Шарипов арестован 7 сентября 1937 года. Приговорён Тройкой при НКВД Башкирской АССР 15 ноября 1937 года по статье 58 ч. 2, 10, 11 к  расстрелу с конфискацией личного имущества. Расстрелян 27 ноября 1937 года.
Реабилитирован 21 мая 1956 года Президиумом Верховного суда Башкирской АССР.

## Награды
- Орден Красного Знамени РСФСР, 1921 год.[3][4][5]